# Ибоља Чак
Ибоља Чак (мађ. Csák Ibolya; Будимпешта, 6. јануар 1915 — Будимпешта, 10. фебруар 2006) била је мађарска атлетичарка спацијалиста за скок увис.

## Спортска биографија
Учествовала је на Олимпијским играма 1936. у Берлину. Освојила је златну медљу у скоку увис јер је савладала висину 1,60 м, коју су постигле и другопласирана Дороти Одам и трећепласирана Елфриде Каун, али из више покушаја. Ибоља Чак је први мађарски спортиста који је постао олимпијски победник.
Две године касније, на Европском првенству у Бечу изгубила је од Немице 	Доре Ратјен за коју је касније утврђено да је мушкарац. Медаља и титула су му одузети и додељени Ибољи. Тако да је Ибоља постала и прва европска првакиња у скоку увис. Резултат који је постигка 1,64 м био је и нанационални рекорд Мађарске, који је трајао следеће 24 године.
На првемствима Мађарске освојила је 9 титула, од којих су две биле у скоку удаљ.
Ибоља Чак била је чланица Националног гимнастичког клуба (НТЕ). Бавила се гимнастиком од 1929 до 1932, а атлетиком од 1932 до 1939. године. Године 2005. добила је престижну међународну награду за животно дело.